# Сибсельмаш
ОАО «НПО „Сибсельмаш“» — крупнейшее машиностроительное предприятие в Новосибирске и регионе по производству сельскохозяйственной техники и горно-шахтного оборудования (также выпускало запорную арматуру и другое оборудование).
Объединение образовано в декабре 2003 года на базе одноимённого объединения государственных предприятий. 
Расположено в Ленинском районе Новосибирска.
В советский период завод «Сибсельмаш» являлся самым крупным в стране производителем прицепных сельскохозяйственных машин, а также крупным поставщиком оборонной продукции (его доля доходила до 70 %) и до недавнего времени завод продолжал выпускать технологические части артиллерийского выстрела.
100 % акций до 10 июля 2008 года принадлежали государству в лице Росимущества, после чего производственное объединение перешло в состав ГК «Ростехнологии», а управление — к УК «Проминвест». Указом Президента РФ объединение включили в перечень стратегических предприятий. 
С сентября 2012 года до марта 2013 года на заводе было введено конкурсное производство: мощности остановлены, численность работников сократилась до 506 человек. Весной 2025 года было объявлено о смене владельца — контроль над предприятием приобрела группа «Курганприбор», которая заявила о планах восстановления производства.

## История

### Советская эпоха
см. также: Промышленность СССР

#### Завод «Сибкомбайн»
Производственное объединение ведёт свою историю с 16 декабря 1929 года, когда появилось распоряжение Совета Труда и Обороны при СНК СССР о строительстве в городе Новосибирске завода по выпуску сельскохозяйственных комбайнов. За месяц до этого, в ноябре, коллегия Главного управления Метстроя при ВСНХ СССР на своём заседании утвердила программу сооружения завода по выпуску 15 тысяч комбайнов (ежегодно) со сроком сдачи к 1 октября 1932 года. В дальнейшем, предполагалось нарастить мощности до 25 тысяч машин. Будущему производителю была поставлена и задача — 3 тысячи комбайнов, 4,5 тысячи сенокосилок и 2,2 тысячи сеялок необходимо было создать к сельскохозяйственному сезону 1933 года. Авторы проекта, разрабатывавшие его с ноября 1929 года, видели свой завод «величайшим в мире», который будет превосходить аналогичные производства в Европе и Америке. Целесообразность появления нового производства, по мнению проектировщиков, обосновывалась тремя основными причинами:
- Огромной потребностью региона в подобной технике.
- Большой удалённостью от центров машиностроения, откуда их доставка слишком накладная.
- Имеющаяся поблизости сырьевая и топливная базы.

Появление в городе завода-гиганта позволило бы создать новый центр производства сельхозтехники в Сибири и уменьшить сразу на 77 % её ввоз с европейской части страны. Согласно первоначальным планам, на заводе должны были работать около 12 тысяч человек. При ежегодном потреблении 270 тысяч тонн металла и 60 тысяч кубометров леса, новое предприятие должно было ежегодно выпускать: 30 тысяч тракторных сеялок, 35 тысяч сенокосилок и 25 тысяч комбайнов. На стройплощадке планировалась ударная стройка. После пуска, который должен был состояться в мае 1932 года, либо в конце 1932 года, дальнейшая разработка гиганта должна была, по задумке авторов проекта, продолжиться и далее.
Общая стоимость его продукции оценивалась в 110 млн рублей (ежегодно), а стоимость всего завода — около 80 млн рублей. Только в период с 1929 года по октябрь 1930 года на строительство гиганта было выделено 20 млн рублей. А так как производство техники, которую предстояло выпускать на будущем заводе, в стране ещё не было полностью освоено, было принято решение заимствовать зарубежный опыт и за основу брать американскую технику (к примеру, комбайны «Катерпиллер» № 36). В европейские страны, а затем в США для заказа оборудования была отправлена специально созданная комиссия. Возглавлял комиссию Александр Иванович Морин, первый директор тогда ещё строящегося предприятия, начальник строительства и член экономического совещания при Совнаркоме РСФСР.
В качестве наиболее подходящей площадки для размещения завода рассматривались две — на правом и левом берегу. Первая располагалась вблизи деревни Инюшка, а вторая — располагалась в степях, в районе села Большое Кривощёково и Перово. Комиссией была выбрана левобережная площадка, рядом с Демьяновскими болотами. Для очистки площадки (250 га) под новое производство в конце 1929 года был организован городской субботник. Первыми на расчистку площадки с тесаками и топорами прибыли курсанты местной военной школы. Кривощёковские крестьяне также приняли весьма активное участие — они занимались подвозом материалов, леса и кирпича, несмотря на суровые морозы. Перед началом работ ими было привезено на строительную площадку 80 возов сена и 100 возов кирпича. После чего к работе приступили плотники — более двух с половиной сотен. В начале следующего года возвели первые временные постройки и склады. Уже к весне 1930 года из разных частей Сибирского края возводить новое производство пришли свыше тысячи работников.
На первомайской демонстрации 1930 года по поводу возведения завода, получившего название «Сибкомбайн», состоялся крупный митинг, собравший свыше трёх тысяч жителей города, прибывших на торжественном поезде с правобережной части города. 2 мая в фундамент основного корпуса был заложен первый символический камень. В те же майские дни была произведена закладка административных зданий и четырёх цехов будущего завода — кузнечного, железозаготовительного, ремонтно-строительного и инструментального. Также было начато строительство соцгородка (10 зданий) для работников предприятия, фабричного училища и магазина.
2 июля в докладе Валериану Куйбышеву, вместе с информацией о ходе строительства предприятия и сопутствующих объектов, начальник строительства Александр Морин докладывал о слабой квалификации рабочих кадров, плохой механизированности стройплощадки (в плане оборудования, инструмента, экскаваторов и автомобилей). Отмечалось, что проектную документацию (генеральный план, рабочие чертежи и сметы) проектные институты Москвы и Ленинграда поставляют несвоевременно и она имеет низкое качество. На возведении завода тогда было занято около трёх тысяч человек. Только треть из них были квалифицированными. Нормы выработки у работавших на стройке каменщиков составляли от 40 % до 50 %. В 1930 году в первом цехе предприятия организован здравпункт, преобразованный в последующие годы в заводскую медсанчасть.
Несмотря на острую нехватку кадров и материалов, массовый энтузиазм рабочих и небывалые до того темпы строительства, всё же позволили к концу 1930 года построить и запустить на заводе: управление, магазин, гараж и семь цехов. На стройку гиганта были направлены местные члены ВЛКСМ и КПСС. К началу сентября план стройки был готов только на 50 %, однако 10 сентября начался «месячник штурма» — на призыв помочь откликнулись 3,5 тысячи молодых людей и свыше 3 тысяч членов партии. Удлинялся рабочий день, проводили субботники — всё делалось, чтобы выполнить план, а получаемые задания порой перевыполнялись (в 2-3 раза). В результате за один месяц было выполнено 32 % от годового плана, к 10 октября 1930 года отставание прекратилось. К праздникам 7 ноября был объявлен «семидневный штурм». Общегодовой план 1930 года удалось выполнить в итоге на 101,5 %.
Неожиданно, в ноябре 1930 года к имеющимся проблемам добавилась ещё одна. Президиумом ВСНХ СССР и «Союзсельмашем» принимается решение о переносе запуска предприятия (до 1933 года) и исключении площадки из числа ударных строек. Объём выделяемых денежных средств также сократили, почти вдвое. Однако, партийные и советские органы Сибирского края настояли на отмене этого решения. Помог в этом Серго Орджоникидзе, занимавший тогда пост председателя ВСНХ СССР. Строительство завода продолжилось и на следующий год. Вместо 3 млн 590 тысяч рублей финансирование составило 18 млн рублей. Тем не менее, в первую пятилетку запустить завод-гигант уже не получалось — время было упущено.
В начале 1931 года на стройку прибыли отдел рабоче-крестьянской инспекции и Западно-Сибирская контрольная комиссия ВКП(б). После визита на строившийся гигант они предложили центральным органам (ВСНХ СССР, Союзсельмашу и другим) оказывать всяческое содействие стройке: обеспечить всем необходимым — кадрами, материалами и оборудованием, а всех занятых на возведении — продуктами и ТНП (по нормам ударных строек Сибири и закону об отдельных местностях). В июне на строящемся заводе побывал и выступил с речью Демьян Бедный, а в августе — Климент Ворошилов. Их приезд вызывал подъём и энтузиазм среди рабочих и строителей.
Уже к осени 1931 года на предприятии собрали, а затем на протяжении трёх дней в полях Криводановского колхоза успешно испытали первый комбайн. Государственные же испытания машины проводились в полях Омской области — одновременно в них участвовали машины завода «Коммунар» и Ростовского завода. По результатам испытаний, Новосибирский комбайн был признан лучшим. Тем не менее, в серийное производство он не пошёл, так как в стране на тот момент уже были построены три завода общей производительностью 60 тысяч комбайнов.

#### Завод «Сибтекстильмашстрой»
Начиная со следующего, 1932 года, завод, согласно полученному государственному заданию, приступает к выпуску машин и оборудования для текстильной промышленности, а затем внедряет собственное литейное производство. Выпускаемые машины и оборудование предназначаются для растущей текстильной промышленности Сибири и Средней Азии. К 1936 году планировалось довести их ежегодное производство на 750 млн рублей. Производство же комбайнов уходит на второй план — по плану их выпуск снижается до 5 тысяч в год. 22 октября 1932 года заводом был открыт кинотеатр «Металлист» — первый в городе звуковой кинотеатр.
В ноябре 1932 года ЦК ВКП(б) и СТО принимается совместное решение о перепрофилировании завода и предприятие получает новое название — «Сибтекстильмашстрой». К этому времени на заводе были введены ряд цехов (инструментальный, ремонтно-механический и деревообрабатывающий), но эта была лишь треть от первоначальных планов. Несмотря на это, завод в ту пору производил продукции на миллионы рублей. В 1933 году на предприятии были запущены ещё два цеха — литейный и транспортный. В том же году у завода появился свой Дворец Культуры (ДК им. Клары Цеткин).

#### Завод «Сибметаллстрой»
В декабре 1933 года предприятие входит в состав Наркомата тяжёлой промышленности СССР и переименовывается в «Сибметаллстрой». 

В период с 1934 года по 1936 год «Сибметаллстрой» начал осваивать выпуск новой продукции: отопительных приборов, сортировок, оборудования для железнодорожного и водного транспорта, запчастей для автомобилей и тракторов, текстильных станков, мелких и средних двигателей. В ту пору завод, став машиностроительным, продолжал активно расширяться — возводились крупные объекты производственного назначения. В этот же период, осенью 1935 года, на Левобережной ГРЭС была запущена первая турбина на 24 тысячи кВт.

#### Комбинат № 179
В 1936 году завод в очередной раз переименовывают — в Комбинат № 179. В следующем году заводу поручают наладить выпуск шести типов станков — моделей «161» и «ПЛ-25», в том числе токарных. Однако, сразу же возникают две проблемы — к выполнению государственного задания не были готовы ни цеха завода, ни кадры (не было инженеров-станкостроителей). Всё же к концу 1937 года рабочим удаётся выполнить задачу и создать станки «ПЛ-25» (24 шт) и «161» (1 шт). Перед этим, в августе 1937 года, с Левобережной ГРЭС комбинату подают тепло. После этого предприятие получает очередное государственное задание — освоить выпуск не только токарных, но и токарно-винторезных станков, выпуск которых в 1939 году составил 39 единиц.
В следующем году у завода появляется собственная хоккейная команда, названная «Строитель Востока» (ныне ХК «Сибсельмаш»).
В 1938 году принимается решение о разделе мощностей Комбината № 179 на четыре предприятия. Начиная с этого же года и вплоть до начала войны станкостроителями завода осваиваются новые виды выпускаемых станков — «ЭО» (электрообжиг), «П-30», токарно-винторезные модели «161А». Тем не менее, как и прежде, в больших количествах комбинат выпускает запчасти для автомобилей, текстильных машин и тракторов. Хотя основные направления в составе продолжавшегося сооружаться гиганта уже тогда вырисовывались:
| Производство   | Ежегодный выпуск                         | Наименование продукции                       |
| -------------- | ---------------------------------------- | -------------------------------------------- |
| 1-е снарядное  | 11 млн штук                              | 76-122-152-мм (осколочно-фугасные снаряды)   |
| 2-е снарядное  | 2 млн штук                               | 122-152-мм (снаряды)                         |
| взрывательное  | 16 млн штук                              | ГВМЗ (взрыватели)                            |
| патронное      | 1,5 млрд штук и 100 млн штук             | 7,62-мм и 12,7-мм патроны соотв.             |
| снаряжательное | для всего выпуска взрывателей и патронов | снаряжение                                   |
| прокатное      | 220 тысяч тонн биметалла                 | патронная лента (стальная и биметаллическая) |

Кроме этих производств, также были созданы: инструментальное, тарное, газогенераторное, компрессорное производство, ТЭЦ и другие объекты производственной и социально-бытовой инфраструктуры. 
Однако, так как сооружение комбината велось не по производственным направлениям, ни на одном объекте строительства не были закончены строительно-монтажные работы, что означало неспособность ввода в эксплуатацию оборонных мощностей предприятия. Ещё около 130 млн рублей оставались неосвоенными. Народный комиссариат боеприпасов допускал ввод объектов, хотя они не были ещё связаны между собой. К примеру, в 1939 году на Комбинате № 179 было введено в строй второе снарядное производство. Оборудование здесь должно было использоваться фирменное — производства компании «Шкода» и оно должно было прибыть вместе со специалистами, в апреле 1940 года, а оно уже здесь. А производственные площади для него — только начали строиться. Восемь специалистов «Шкоды» прибыли для руководства монтажом оборудования в июне 1941 года.
В первом же снарядном картина была совсем другая. Там были уже возведены и производственные площади, и фундаменты, но не было никакого оборудования. Также в 1939 году компания «Робертсон» поставила оборудование для одного из цехов прокатного завода. Для всех остальных заказали у американской компании «Места», которая должна была поставить своё оборудование с марта по август 1940 года. Однако, для данного оборудования в 1940 году ещё только начали возводить площади. Также ещё не были проведены проектные работы по будущей тепловой электростанции, не утверждены типы её оборудования — для нового производства необходимо будет 50 тысяч киловатт электрической энергии.
Кроме того, ещё не подготовили:
- ни проекты для транспортных средств, а значит, все вытекающие трудности в работе;
- ни базы снабжения не были определены, следовательно, потребности производства в материалах не учитывались.

Помимо перечисленного, у комбината должны были иметься свои снаряжательное производство и полигон для испытания снарядов. Тогда он сможет производить готовую продукцию — законченный выстрел. Если же комбинат не будет иметь своего снаряжательного производства и полигона, тогда корпуса снарядов придётся везти в центр страны — для снаряжения. Для испытания же — также придётся возить на один из полигонов: Павлоград, Софрино, Нижний Тагил. А любые встречные перевозки приведут только к увеличению их себестоимости. Наркоматом было выделено всего лишь 2 миллиона рублей — на начало возведения полигона. Снаряжательное же производство в план строительства на 1940 год не было включено вовсе.
На Комбинате хотя и приступили к выпуску оборонной продукции ещё в 1938 году, однако комплектных изделий не было произведено ни в том, ни в следующем году. План производства, установленный Наркоматом боеприпасов, на 1939 год выглядел так: 250 тысяч снарядов, 200 тысяч взрывателей, 202 млн патронов. Тем не менее, для выполнения своего задания никаких мер Наркоматом принято не было. Три производственные мощности (первое снарядное, патронное и взрывательное производства) закончили строить только в конце года. Все они были запущены в эксплуатацию с серьёзнейшими дефектами и некомплектностью, неопытностью рабочих, а также отсутствием: документации от оборудования, инструментов. Всё это привело в конечном итоге к тому, что около 70 % выпущенной продукции оказалась бракованной.
13 июня 1940 года ГКО СССР принимает решение о форсированном сооружении Комбината № 179, с вводом в 1940 году в эксплуатацию следующих мощностей: снарядных — на 75 %, взрывательных — на 50 %, патронных — на 50 %, а также по деревотарному производству — на 60 %. Этим решением предлагалось завершить строить комбинат и сдать его к 1 декабря 1941 года. Поэтому в решении было задание — освоить 362 млн рублей вместо старых 178 млн рублей. А так как рабочие, строившие гигант сумели только за первое полугодие 1940 года освоить 59,2 млн рублей, то теперь, во втором полугодии, им необходимо будет выполнять работ на 50 млн рублей каждый месяц. Кроме того, для выполнения порученного ГКО задания было необходимо: увеличивать материально-технические фонды и производственно-техническую базу (базу строительной площадки), увеличить персонал стройки (20 тысяч человек строительных, монтажных рабочих и ИТР).
По всей Новосибирской области обкомом ВКП(б) было мобилизовано 1700 рабочих. Обком попросил секретарей из ЦК ВКП(б) Андрея Андреева и Георгия Маленкова, чтобы они обязали Наркоматы боеприпасов и строительства, а те приняли меры: по набору рабочей силы, необходимой для исполнения программы стройки во втором полугодии; по увеличению мощностей двух местных кирпичных производств; по закреплению к комбинату Яшкинского цементного завода — для обеспечения стройплощадки цементом; по получению из Асинлага НКВД строительного леса; по обязанию Четвёртого проектного института Наркомата боеприпасов вести проектные работы непосредственно на стройке снарядного завода на основе оборудования «Škoda», прокатного завода, ТЭЦ и т. п. Кроме этого, необходимо было ускорять работы по Коммунальному мосту — центральная часть Новосибирска была отрезана от очень крупных предприятий, расположенных на левом берегу, с несколькими десятками тысяч работников.
При отмечавшейся выше необеспеченности комбината, была также ещё одна проблема — уровень квалификации рабочих и ИТР не соответствовал требованиям сложного и трудоёмкого производства. И большая часть инженеров и руководителей не имела совсем опыта работы на этом производстве. А весь рабочий кадровый состав был сформирован из людей, впервые пришедших в оборонную промышленность. Большинство их получило подготовку либо посредством системы ученичества (на заводе), либо в школах ФЗУ. Чуть более двух третей рабочих имели возраст до 25 лет и стаж — около 11 месяцев. А в цехах и на производственных площадках комбината, где ежегодно производилась оборонная продукция (взрыватели, снаряды и патроны), к началу 1940 года, всё ещё продолжалось строительство и монтаж производственного оборудования. Потому по всему циклу выпуска изделий единой постоянной технологии их производства не было ни отработано, ни внедрено. Всё же, несмотря на все препятствия, этот год стал переломным в плане создания новых видов продукции. Так, в сравнении с прошлым (1939) годом, объём выпущенной продукции оборонного назначения увеличился — в 10 раз, а весь объём — в 2 раза.
Наркомат боеприпасов, несмотря на три направленные в 1940 году в ЦК ВКП(б) докладные записки (16 марта, 11 мая и 25 июля), никаких мер к развёртыванию строительства Комбината и его ускорению, в соответствии с заданиями ГКО СССР, не принимал. Оборудование для выпуска снарядов не имело комплексных мощностей. Оно было установлено только по временной планировке и было смонтировано только на 10 %. Производство взрывателей — на 7,5 % от проектной мощности, а патронное — на 8 %. Основные проблемы комбината — недостаток в сложных приборах, в режущем, контрольно-измерительном инструменте, а также в неудовлетворительном снабжении твёрдыми сплавами и специальными сталями. Общая численность работающих: 454 рабочих (73,3 % от плана), а ИТР — 856 человека (85,6 % от плана).
В сентябре 1940 года первый секретарь обкома доложил Сталину, что производство Комбината № 179 возводится с 1934 года, а общая стоимость его сооружения уже достигла 829 миллионов рублей. На следующий год, начальник строительства Сергей Полухин просил обком довести имеющиеся почти десять с половиной тысяч рабочих до 23 842 человек. К работам предполагалось привлечь кроме местных комсомольцев и жителей, также и жителей других областей, а кроме того и заключённых ГУЛАГа. Также Полухин предлагал увеличить в городе выпуск кирпичей (до 30 млн штук в год) и кислорода (до 120 баллонов кислорода ежедневно). За этот производственный год коллектив Комбината выпустил:
- 261 тысяч единиц 76-мм снарядов (65,3 % от плана);
- выполнили план по взрывателям:

1. КТМ 1 — 170 тысяч единиц (97 % от плана);
2. ГВМЗ — 250 тысяч единиц (104,2 % от плана);

- винтовые патроны — 25 970 тысяч единиц (10,4 % от плана).

11 января 1941 года СНК СССР и ЦК ВКП(б) принимают совместное постановление «О программе строительства и производства комбината № 179 Наркомата боеприпасов». В документе ставятся вполне конкретные задачи — завершить сооружение объектов гиганта в 1941 году, а также повысить количество выпускаемых боеприпасов. Для выполнения этого постановления местным областным комитетом партии была разработана специальная программа, включающая:
- создание школ и курсов ФЗО, готовивших квалифицированных рабочих.
- набор новых рабочих проводился не только в Новосибирске и в области, но и в соседних (к примеру, Алтайский край, Башкирская АССР и Кировская область).
- за работой всех организаций (строительных и монтажных) осуществлялся строгий контроль.

С 1939 года в самостоятельное производство выделяется листо-прокатный цех — предшественник Новосибирского металлургического завода имени Анатолия Кузьмина. В сентябре 1941 года ГКО СССР постановил, что в Новосибирске должен быть создан самостоятельный завод по производству стали. Под будущий завод принято решение выделить ещё несколько цехов «Сибметаллстроя». Уже в мае следующего года в цехе холодного проката нового металлургического завода была выпущена первая продукция, а в конце года начал работу цех горячего проката. В начале следующего года, на заводе вступил в строй второй цех холодного проката.
В ноябре 1941 года с окраины Тулы прибыл первый состав с оборудованием и специалистами эвакуируемого оборонного завода «Новая Тула». Вагоны с эвакуируемого предприятия прибывали ещё несколько месяцев и разгружались в корпусах комбината. Монтаж оборудования производился в условиях сибирской зимы. Новому заводу присвоили номер 187 и уже в феврале нового, 1942 года он выдал продукцию.
С выходом 9 апреля 1942 года приказа наркома боеприпасов завод выделился в самостоятельное производство, получив номер 556. В состав завода № 556 был включён завод № 4, металлургическое производство, включающее прокатный стан. В дальнейшем этот завод был переименован в «Сибтекстильмаш». Также из Комбината № 179 были выделены в самостоятельные ещё два предприятия — Новосибирский завод Низковольтной аппаратуры (НЗ НВА) и НПО «Луч».
Великая Отечественная война
С началом Великой Отечественной войны основным видом продукции для завода становится выпуск артиллерийских снарядов различного калибра, мин, взрывателей, торпед, патронов, взрывчатки, а также бомбы. Первые снаряды предприятие изготавливает уже в октябре 1941, а к концу года заводом на фронт были отправлены 580 вагонов военной продукции. К началу 1941 года производственная мощность достигала 15 %.
С начавшейся эвакуацией заводов с прифронтовой полосы европейской территории СССР, к заводским мощностям добавились кадры и оборудование 15 оборонных предприятий.
В течение нескольких месяцев 1941 года на расширяющийся завод пришли около трёх тысяч новых работников, введено в строй новое оборудование — более пяти с половиной тысяч станков. Уже в следующем году объём выпуска продукции увеличивается в 16 раз. Несмотря на то, что основной в течение войны являлась продукция военного назначения, завод не прекращал выпуск техники для сельского хозяйства.
Всего за годы войны для нужд фронта предприятием было выпущено более 125 млн единиц различных боеприпасов, в том числе 48 млн единиц снарядов. Кроме того, на протяжении всей войны не прекращалось производство техники для сельского хозяйства. Начиная с 1944 года основной для предприятия вновь становится гражданская продукция. В 1946 году на предприятии был введён в строй крупный цех по выпуску сеялок.

#### Завод и ПО «Сибсельмаш»
В 1946 году заводом был открыт клуб «Машиностроитель». С 1946 года предприятие носит современное название, а в 1948 году на заводе создаётся собственное конструкторское бюро. 
В том же году, с марта по апрель месяц, молодыми трудящимися создаётся и отправляется на село колонна машин «Комсомолец „Сибсельмаша“». Всего же на поля в 1948 году было отправлено 3800 тяжёлых борон, более 15 с половиной тысяч сеялок и свыше 16 тысяч лущильников, а также различных запасных частей к технике. 
Через четыре года, в 1952 году, производство сельхозтехники возросло почти втрое. В том же 1952 году, в ходе конверсии, был запущен ещё один цех сеялок. К середине 1950-х годов из цехов «Сибсельмаша» каждые 2 минуты выходила новая техника, в том числе секционная, которая имела переменную широту захвата, что позволяло прицеплять её к тракторам различной мощности.
В 1960-е годы свыше 50 % всех российских сеялок были изготовлены «Сибсельмашем». Всего же с момента окончания войны на поля уже ушло свыше 1,5 млн сельскохозяйственных машин. В 1967 году у предприятия появляется свой Музей боевой и трудовой славы. В эти же годы предприятие помогает Тогучинскому ИТК наладить на территории колонии производство комплектующих к тяжёлым боронам (моделей БДТ-2, БДТ-3 и БДТ-5) и сеялкам.
За IX пятилетку объединение выпустило и поставило «на поля» 220 тыс. сельскохозяйственных машин, в том числе свыше 70 тысяч высокопроизводительных сеялок. При плане в 66,1 % на конец IX пятилетки, объём производства завода возрос на 68,9 %.
В 1978 году «Сибсельмаш» преобразовывается в одноимённое ПО. 
В ту пору ежедневно ПО выпускало 75 сеялок.
На заводе выходил  ряд газет, в том числе многотиражных: «Знамя труда», «Даёшь комбайн», «Металлострой», «Тыл — фронту».
В 1979 году объединение начинает строительство на Площади Карла Маркса одноимённого заводского Дворца Культуры.

### Современная Россия

#### 1990-е
В 1991 году на «Сибсельмаш» прибыла комиссия по конверсии, среди членов которой маршал Советского Союза Сергей Ахромеев. Комиссия «обошла опустевшие цеха предприятия и выслушала реформистских деятелей». В том же году завод передаётся из ведения Министерства оборонной промышленности СССР в состав Российского агентства по боеприпасам.
В 1990-х годах, оставшись без государственного заказа, для «Сибсельмаша» наступили трудные времена. Денежных средств, выделяемых из центра, не хватало. Средства выделялись только на содержание мобилизационных мощностей и ремонт коммуникаций. В результате инженерные коммуникации и системы выходили из строя, здания и сооружения изнашивались, коммунальные сети приходили в негодность. На модернизацию и капитальный ремонт же деньги не выделялись совсем. Тем не менее, мобзадание не снималось.
В 1996 году областная администрация начала участвовать в программе финансового оздоровления «Сибсельмаша». В результате конверсии объединение стало выпускать помимо сельхозмашин также мебель, меха, бытовые тележки, яйцесортировки, тепловые агрегаты для отопления различных помещений и прочие товары народного потребления.
В конце 1990-х годов на объединении началась приватизация — в результате реструктуризации его производственные мощности, расположившиеся на площади 107 га (по данным же УК «Проминвест»: общая площадь НПО составляла 120 га, а площадь зданий и сооружений — 450 тыс. м²), в 1997 году были распределены между четырьмя предприятиями-подразделениями:
- ГУП НПО «Сибсельмаш». Головное подразделение[35].
- ГУП Машиностроительный завод ПО «Сибсельмаш» (основные цеха и литейка)[35]. ИФНС по Ленинскому району в связи с задолженностью в размере 225,66 млн рублей подавала иски о его банкротстве. Однако две инстанции (первая и апелляционная) поданный иск не удовлетворили. После чего иск был подан в Арбитражный суд Западно-Сибирского округа[48].
- ГУП «Сибсельмаш — Спецтехника» (типография; цеха: электромонтажный, ремонтный, строительный, нестандартного оборудования)[35].
- ГУП «Инструментальный завод ПО „Сибсельмаш“» (мощности по выпуску инструмента: свёрл, штампов, пресс-форм и прочего[35]). Ныне ОАО «Инструментальный завод „Сибсельмаш“» — производство различного оборудования, инструментов (в том числе для ВПК) и ТНП[49].

При объединении имелись и т. н. «непрофильные активы»:
- ГУП лечебно-оздоровительный центр «Парус», Кудряшовский бор. Площадь 24 га. Включает круглогодичный детский лагерь им. Бориса Богаткова[2]. В оздоровительном центре 182 сотрудника. Количество отдыхающих — до 5,5 тысяч чел. ежегодно. В 2011 году принято решение о ликвидации лечебно-оздоровительного центра и продаже его земли[50].
- База отдыха «Зелёный клин», Искитимский район[2].

До 1998 года на балансе предприятия находилась больница (ныне Городская клиническая больница № 11), а в советскую эпоху имелась собственная строительная база: строительный и столярный цеха, растворный узел. Кроме того, завод имел свою поликлинику, общежития, спортивный клуб, дом быта (до 2001 года).

#### XXI век
Второй этап реструктуризации начался в 2001 году. По мнению бывшего генерального директора завода Утиралова, проблемы завода возникли как раз из-за того, что процесс приватизации не был доведён до конца. В 2003 году на заводе было ликвидировано КБ — бюро не вписывалось в рыночные отношения. В декабре 2003 года из трёх государственных унитарных предприятий объединения было создано ОАО «НПО „Сибсельмаш“».
В 2006 году для предприятия наступили трудные времена — оно ступило на путь банкротства. «Сибсельмаш» перестал платить работникам заработную плату, задолжал бюджету, государственным внебюджетным фондам, а также не платил муниципалитету за аренду земли. В течение двух лет, с 2006 года по 2008 год, 29 объектов недвижимого имущества находились под арестом, часть из которых (11) была реализована. Один из самых крупных реализованных активов — заводское пожарное депо, общей площадью около 1 тысячи 400 м². По заявлению представителя «Ростехнологий»: «Завод потерял при реструктуризации земельный участок площадью свыше 100 га, с 2007 года по 2008 год — ещё 47 объектов недвижимого имущества. В последние годы это производство просто растаскивали». С конца 2008 года сразу на 90 % падает спрос на сельскохозяйственные машины и её производство сокращают почти на 70 %. Также снижается уменьшается спрос на горно-шахтные машины — на 40 %. А в 2009 году «Сибсельмаш» теряет свой основной рынок.
Основным препятствием для выхода «Сибсельмаша» из кризиса, по мнению бывшего гендиректора Гребенщикова, стала блокировка расчётных счетов, в связи с чем завод даже не имел возможности привлечь кредит на пополнение оборотных средств. «Ростехнологии» же, обещавшая в декабре 2010 года перечислить «Сибсельмашу» 800 млн рублей, помощи не оказала и денег не выделила. Более того, по утверждению Гребенщикова, гособоронзаказа на предприятии не планируется, а в рамках финансового оздоровления продаются площади. Тем не менее, в 2011 году Сбербанк РФ согласился выделить предприятию кредит на сумму 800 млн рублей. Кроме того, кредитную линию согласился открыть Новинкомбанк. Ещё в марте 2011 года завод продолжал находиться на грани банкротства. Однако, по распоряжению суда уже с 8 июля по декабрь 2011 года на «Сибсельмаше» была введена процедура наблюдения.
14 декабря 2011 года с кредиторами всё-таки удалось договориться — Минпромторг РФ гарантировал государственную поддержку, в размере 600 млн рублей. По соглашению, срок расчёта, в том числе с ФНС, истекал уже в середине января 2012 года. Не получив обещанного погашения в 333 млн рублей, налоговики подали иск, в Арбитражный суд Новосибирской области с требованием возобновления банкротства и «расторжения мирового соглашения». Государственную же поддержку предприятию удалось получить, в конце февраля 2012 года. Правительственная комиссия выделила субсидию, в размере 300 млн рублей. Минпромторг же своих обещаний не выполнил и субсидию не выделил.
Чуть ранее, в сентябре 2008 года представителями компаний Ростехнологии и Caterpillar было объявлено о перспективных планах по запуску в Новосибирске линии по производству запасных частей для грузовых автомобилей. Также планировалось выпускать изделия для нефтяных и газопроводов, а также для газораспределительных станций. Ожидалось, что к 2012 году оборот компании должен вырасти более чем в четыре раза — до семи миллиардов рублей. Однако эти планы так и остались на бумаге. 

В июле 2012 года губернатор Василий Юрченко предлагал в качестве меры спасения предприятия превратить его в промышленный парк, где разместятся новые производства. По его утверждению, эта идея закладывалась и ранее в бизнес-стратегию (не утверждённую) предприятия — предполагалось, что оно будет развиваться за счёт своих, внутренних ресурсов. Банкротство «Сибсельмаша» происходит как раз из-за того, по мнению Юрченко, что стратегия эта не была утверждена.
С конца сентября 2012 года и до марта 2013 года на предприятии-банкроте начало действовать конкурсное производство. Мощности завода остановлены, долги превышают 1,6 млрд рублей.
В том же (2012) году «Сибсельмаш» в ГК «Ростехнологии» признали непрофильным активом. 

20 марта 2013 года конкурсное производство на предприятии, по просьбе конкурсного управляющего, было продлено — до 15 августа 2013 года. По состоянию на конец марта на «Сибсельмаше» закончилась инвентаризация активов. После этого конкурсному руководству предстояла оценка и постановка на кадастровый учёт имущества НПО — для дальнейшей его продажи. Тогда же были оценены и выставлены на продажу за 44,2 млн рублей 19 квартир, принадлежащих заводу. Ожидается и получение от Министерства промышленности и торговли РФ разрешения на снятие мобилизационных обязательств с предприятия.
В начале июня 2013 года на торги было выставлено имущество санатория «Парус» (начальная цена — 202 млн рублей), а 16 июля должны состояться торги по распродаже собственности обанкротившегося завода.
В октябре 2017 имущественный комплекс завода был выставлен на торги. В ноябре 2019 имущество продавалось единым лотом за 1,8 млрд руб., однако покупателей на него не нашлось. В ноябре 2020 года комплекс ушёл с торгов за 505 млн руб. московской строительной компании ООО «Меркас». В 2023 году по заявлению АО «НПО Курганприбор» и Министерства промышленности и торговли РФ итоги этих торгов были оспорены в суде. В 2024 году конкурсное производство продлялось. В 2025 году стало известно о планах восстановления производства под управлением одного из кредиторов - НПО «Курганприбор». В апреле 2025 года АО «НПО Курганприбор» было признано победителем в торгов по имуществу ОАО «Сибсельмаш-Спецтехника» и «Сибсельмаш» вошёл в группу компаний «Курганприбор».

## Деятельность

### Руководство
- Александр Морин (1929—1931) — начальник строительства и директор завода «Сибкомбайн»[66].
- Д. М. Обухов (1931—1932) — директор завода «Сибкомбайн»[35].
- П. С. Широков (1932) — директор завода «Сибтекстильмашстрой»[35].
- Ю. Кергес (1932—1933) — директор завода «Сибметаллстрой»[35].
- Я. Л. Аскольдов (1933—1936) — директор завода «Сибметаллстрой» и комбината № 179[35].
- А. В. Белов (1936—1937) — директор комбината № 179[35].
- А. В. Захаров (1937—1939) — директор комбината № 179[35].
- Парфёнов (1940) — директор комбината № 179[35].
- Иван Якушев (1940[35] — 1941) — директор комбината № 179[66].
- Григорий Шарков (1941) — директор комбината № 179[35][66].
- Алексей Новиков (1941) — директор комбината № 179[35][66].
- Мефодий Клавсуть (1941—1942) — директор комбината № 179[35].
- Иван Дмитриевич Демидов (1941—1943) — главный инженер комбината № 179
- Анатолий Саханицкий (1943—1946) — директор комбината № 179[35][67].
- Е. Д. Бердичевский (1946—1947) — директор комбината № 179[35].
- Валентин Забалуев (1947—1957) — директор комбината № 179[68].
- Н. И. Сергеев (1957—1960) — директор завода «Сибсельмаш»[35].
- П. Е. Базунов (1960—1961) — директор завода «Сибсельмаш»[35].
- Константин Мышков (1961—1969) — директор завода «Сибсельмаш»[35].
- Фёдор Яковлевич Котов (1969—1976) — директор завода «Сибсельмаш»[69][70].
- О. В. Кузнецов (1976—1979) — генеральный директор завода и ПО «Сибсельмаш»[35].
- С. Н. Соколов (1979—1982) — генеральный директор ПО «Сибсельмаш»[35].
- Виталий Муха (1982—1988) — генеральный директор ПО «Сибсельмаш»[35].
- Виктор Кулешов (1988—2001) — генеральный директор ФГУП «Сибсельмаш»[35][71].
- Василий Юрченко (2002 — 01.2004) — генеральный директор ФГУП «НПО „Сибсельмаш“» (с 2003 — ОАО).
- Олег Утиралов (01.2004[46] — 27.08.2007[9][72]) — генеральный директор ОАО «НПО „Сибсельмаш“».
- Олег Косточкин (28.08.2007[73] — 30.03.2009[55]) — генеральный директор ОАО «НПО „Сибсельмаш“».
- Владимир Игнатовский (30.03.2009[54] — 03.2010[74]) — генеральный директор ОАО «НПО „Сибсельмаш“»[54].
- Геннадий Гребенщиков (03.2010[74] — 24.08.2011[56]) — генеральный директор ОАО «НПО „Сибсельмаш“».
- Александр Горбунов (24.08.2011 — н.вр.) — председатель правления «Сибсельмаш», управляющий предприятием от УК «Проминвест»[56].

### Собственники
По состоянию на 2007 год, владельцем 100 % пакета акций являлось Росимущество. В дальнейшем, согласно указу Президента РФ от 10 июля 2008 года, оно передало акции НПО «Сибсельмаш» ГК «Ростехнологии», которая в августе 2011 года передала управление производственным объединением УК «Проминвест».

### Показатели деятельности

#### Показатели производства
Выпуск продукции у «Сибсельмаша» в 2001 году превышал 700 млн рублей. 

В 2005 году предприятие выпустило более чем на 1 млрд рублей продукции, что на 20 % превысило показатели 2004 года. 

В 2006 году выпуск продукции составил порядка 1 млрд рублей, чистая прибыль составила около 10 млн рублей. 

Уже за девять месяцев 2007 года чистая прибыль предприятия составила около 32 млн рублей; продукции за этот период было выпущено более чем на 650 млн рублей.

#### Выручка и долги
- По состоянию на 2002 год сумма долгов головного завода (ПО «Сибсельмаш»[35]) составляла примерно 450 млн рублей, включая штрафы и пени. Долг появился в связи с тем, что предприятие не выплачивало налоги с 1997 года. Выплата долгов впоследствии велась ежеквартально, по 6 млн рублей[75].
- В 2006 году долги «Сибсельмаша» перед кредиторами составили 600 млн рублей[9]. В следующем году долг объединения увеличивается до 850 млн рублей[7].
- В 2008 году увеличилась выручка и составила 1,62 млрд рублей[1][76]. Ежемесячная выручка в ту пору была больше 100 млн рублей[48]. Вместе с тем увеличились и долги «Сибсельмаша» — с 850 млн рублей до 1,08 млрд рублей[1].
- В 2009 году завод оказался крупнейшим неплательщиком за землю. Его долг составил 29,5 млн рублей[77]. Долги зарплатные долги в ноябре составляли 14,8 млн рублей[48]. Ранее, незадолго до своего увольнения, бывший генеральный директор Косточкин заявлял, что долги по заработной плате в размере 14,82 млн рублей были выплачены[78].
- По состоянию на апрель 2011 года общий долг перед кредиторами составлял порядка 1 млрд рублей[54]. А в июле суммарный долг предприятия — 466,5 млн рублей[60][79]. Четверть всех долгов — задолженность по налоговым выплатам, а ещё 40 % — перед поставщиками продукции[56]. В мае выручка «Сибсельмаша» составила 72 млн рублей, а уже в июле — 78 млн рублей. Для нулевой рентабельности НПО не хватало порядка 20 млн рублей[58]. Всего же за I полугодие 2011 года выручка достигла 374 млн рублей[2], а портфель заказов (к августу) превысил 320 млн рублей[58].
- По состоянию на ноябрь 2011 года общая задолженность составила 1,3 млрд рублей. Для снижения уровня задолженности, руководством принято решение о продаже непрофильных активов (санаториев и баз отдыха). По словам управляющего директора, продажа активов сможет принести до 400 млн рублей[2].
- К декабрю 2011 года уровень задолженности снизился до 1,012 млрд рублей (из них долг перед налоговой службой — 333 млн рублей). Общее количество кредиторов — 21[3]. Основные — мэрия города, Федеральная налоговая служба, ВТБ, Сбербанк, а также поставщики[80].
- На 2012 год были заключены контракты: по горному оборудованию — на 600 млн рублей, по сельхозтехнике — на 700 млн рублей. Ещё на 120 млн рублей контрактов на изготовление технологических частей для артиллерийских выстрелов[3].
- По состоянию на 21 марта 2013 года кредиторская задолженность «Сибсельмаша» превышает 1,3 млрд рублей[47], а балансовая стоимость имущества (на октябрь 2012 г.) — 1,4 млрд рублей[81].

#### Судебные иски
- За 2009 год в судебные инстанции кредиторы подали 31 иск на общую сумму 288,7 млн рублей, в числе которых муниципалитет (долг за землю 29,54 млн рублей). Так, в сентябре года с «Сибсельмаша» через суд был взыскан долг в размере 9,8 млн рублей. Иск подала компания ТД «Химметалл», заключавшая с НПО в период с сентября по декабрь 2008 года 21 договор поставки. Заводом была подана апелляция в Седьмой апелляционный суд. Однако уже 3 декабря в Арбитражном суде Новосибирской области был рассмотрен иск от того же «Химметалла» о банкротстве НПО «Сибсельмаш»[48].
- В апреле 2011 года 65 млн 542 тыс. рублей долгов пыталась взыскать в пользу кредиторов служба судебных приставов[54].
- В конце января 2012 года два новосибирских подрядчика предприятия, объединившись, обратились с иском в Арбитражный суд Новосибирской области. Они требовали признать банкротом «Сибсельмаш», так как он должен им 3 млн 923 тыс. 794 руб. и долг превышал 6 периодов платежей[82].

### Экспорт
Произведённая сельскохозяйственная техника работала не только на полях Советского Союза — произведённые здесь машины заказывались и вывозились с 1960-х по 1980-е годы в 35 стран мира, например в Монголию. А сеялки, выпущенные «Сибсельмашем», экспортировались и в 1990-х годах.

## Награды
- Орден Ленина (23.09.1943[19]) — «За образцовое выполнение правительственных заданий в годы войны»[29][31].
- Орден Отечественной войны I степени (28.06.1945[19])[31] — «За выдающийся вклад в выполнение оборонных заказов Родины»[35].
- Орден Октябрьской Революции (30.03.1971)[83] — «За успешное выполнение пятилетнего плана (1965—1970) и организацию производства новой техники»[35].

## Известные работники
- На заводе работали:
  - Александр Покрышкин — маршал авиации, Трижды Герой Советского Союза. Выпускник фабричного заводского училища, затем продолжил работу на строительстве предприятия — с 1928 года по 1930 год[84].
  - Владимир Беляев — старший сержант артиллерии, Герой Советского Союза. Работал на заводе до призыва весной 1942 года в Красную армию[85].
  - Алексей Беневоленский — лейтенант артиллерии, Герой Советского Союза. После войны работал на заводе.
  - Евгений Габов — старший лейтенант артиллерии, Герой Советского Союза. Окончил ФЗУ при заводе «Сибкомбайн», затем вплоть до войны работал на заводе токарем.
  - Иван Домбровский — капитан ВВС СССР, командир эскадрильи, лётчик-ас, Герой Советского Союза. Работал на предприятии с 1932 года по 1934 год[86].
  - Василий Крикун — старший сержант внутренних войск, Герой Советского Союза. После войны работал на заводе[87].
  - Иван Осинный — лейтенант войск связи, Герой Советского Союза. Окончил ФЗУ. Работал слесарем, товароведом на «Сибметаллстрое». После окончания войны вернулся на завод[88].
  - Ерофей Перминов — рядовой артиллерии, Герой Советского Союза. В начале 1950-х годов, после службы пожарным, устроился работать на «Сибсельмаш»[89].
  - Николай Плахотный — капитан артиллерии, Герой Советского Союза. После окончания средней школы в Новосибирске работал на заводе.
  - Десять работников защищали Безымянную высоту. Из них двое осталось в живых[84][90].
  - С 1982 года по 1988 год на предприятии генеральным директором работал Виталий Муха.
  - С 1982 по январь 2004 года на НПО «Сибсельмаш» работал Василий Юрченко, пройдя путь от механика до генерального директора[91].
- Кроме того, четыре работника были удостоены звания Герой Социалистического Труда, три были лауреатами союзной государственной премии, а ещё двое стали лауреатами республиканской государственной премии[35].

## Конфликты и проблемы
В октябре 2000 года местное управление ФССП у предприятия за долги арестовало отдельностоящий заводской дом быта. Здание высотой 2 этажа и общей площадью почти 2500 м² было через месяц реализовано. По мнению тогдашнего руководства завода, оценка здания в 1 млн 800 тысяч рублей была слишком низкой, а продажа (местной компании «Байт») — незаконной, так как оно имело мобилизационное назначение. После реализации руководство обращалось и в Росвооружение, и к главному судебному приставу РФ, а также пыталось обжаловать продажу через суд по Ленинскому району. Однако, в итоге ничего не изменилось — пришли ответы с поддержкой и сочувствием, но арест снят не был. В инстанциях было сказано, что если нарушения и были, то они не были столь существенными. Кроме того, в российском законодательстве нет норм о запрете на арест и продажу за долги мобилизационных объектов.
В 2007 году, в результате комплексной проверки НПО «Сибсельмаш» органами Ростехнадзора, на его территории были выявлены порядка 10 тысяч тонн вредных отходов производства. Органы Ростехнадзора внесли в 2008 году объединение в «список шести самых худших предприятий Сибири по части промышленной и экологической безопасности».
В сентябре 2012 года на заводе была завершена операция по утилизации 650 баллонов с хлором и аммиаком. Баллоны были выпущены в 40-х годах XX века, а затем закопаны на территории «Сибсельмаша» (в 1967 году). Утилизация обошлась бюджету города в 862 тысячи рублей. В стоимость утилизации вошли: закупка средств индивидуальной защиты, закупка каустической соды, оплата работы трактора.

## Интересные факты
- Каждый третий снаряд, поставлявшийся на фронт в годы войны, был изготовлен в цехах завода[84][96].
- Каменщик С. С. Максименко, работавший на строительстве завода в 1941 году установил мировой рекорд по кладке кирпичей. За одну апрельскую смену им было уложено 40 тысяч кирпичей, а через несколько месяцев — 81 тысяча 600 штук[31].